# Чернецьке (заказник)
Чернецьке — колишній об'єкт природно-заповідного фонду Донецької області, ландшафтний заказник місцевого значення.
Був розташований у Краматорському районі Донецької області (Лиманський лісгосп, Лиманське лісництво, квартал 143–147). Статус заказника присвоєно рішеннями Донецького обласного виконкому № 9 від 27 червня 1984 року та № 310 від 21 червня 1972 року. Площа — 197 га. Об'єкт охорони — соснові насадження штучного походження та дубові насадження природного походження.
Чернецьке входить до складу Національного природного парку «Святі гори».
Заказник скасований згідно з рішенням Донецької обласної ради № 4/18-508 від 02.10.2004 року.